# Birama Touré
Birama Touré (Kayes, 6 giugno 1992) è un calciatore maliano, centrocampista del Manisa.

## Biografia
Ha cinque fratelli. I genitori si stabilirono a Beauvais quando Birama aveva 5 anni.

## Carriera

### Club
Inizia a giocare a calcio nel vivaio della squadra locale, il Beauvais. Nell'agosto 2006 entra a far parte della formazione Under-14 impegnata nel campionato della Piccardia insieme ai futuri calciatori professionisti Florian Pinteaux e Rémi Mulumba. Impiegato inizialmente come difensore centrale, viene poi spostato nel ruolo di centrocampista difensivo all'età di 16 anni. In seguito milita nella nazionale maliana Under-20, poi con la squadra C del Beauvais e infine con la squadra B.
Entrato nella prima squadra del Beauvais nel 2010, esordisce il 30 aprile 2011,contro il Gap. Con la maglia della squadra C, che milita nella divisione distrettuale, segna il gol che consente alla compagine di ascendere al livello superiore durante l'ultima giornata di il campionato. La retrocessione del Beauvais in CFA, la terza serie nazionale, nel 2012 lo spinge a cambiare club.
Ingaggiato dal Nantes, si integra subito in squadra, con cui esordisce il 4 agosto 2012 in casa contro il Nîmes. Il 22 ottobre seguente segna il suo primo gol con il Nantes, nella partita vinta per 2-0 in casa contro il Digione.
Al terzo anno di studi di lingue straniere applicate (specialità inglese e spagnolo) a Beauvais, interre la carriera universitaria a causa degli sforzi richiesti dalla pratica sportiva professionistica. Le sue prime stagioni al Nantes sono così convincenti che nel febbraio 2014 gli viene rinnovato il contratto fino al giugno 2017.
Nella prima parte dell'annata 2014-2015 soffre la concorrenza di Kian Hansen e Rémi Gomis. Avendo Touré perso il posto da titolare, nel novembre 2014, qualche settimana prima dell'apertura del calciomercato invernale, viene ufficializzato il prestito del calciatore al Brest, in Ligue 2, dove rimane sino all'estate del 2015. Il 9 marzo 2015 segna il suo primo gol con il Brest, contro lo Châteauroux. Rientrato al Nantes nel 2015, disputa un'altra stagione con i gialloverdi.
Nel 2016 si trasferisce a titolo definitivo allo Standard Liegi, dove ritrova l'allenatore Adrien Trebel, ma in sei mesi gioca pochissimo, collezionando solo 3 presenze e una rete.
Nel gennaio 2017 rientra in Francia per giocare in Ligue 2 con l'Auxerre, dove si impone come titolare, tanto che il club lo rileva a titolo definitivo nel luglio successivo. Nella squadra milita sino al luglio 2023, risultando decisivo per la promozione in Ligue 1 ottenuta agli spareggi nel 2021-2022 (sua la realizzazione decisiva ai tiri di rigore) e mettendo a referto oltre 200 presenze in campionato.
Nel luglio 2023 si accasa all'Al-Riyadh, club neopromosso nella Lega saudita professionistica.

### Nazionale
Tra il 2015 ed il 2016 ha giocato complessivamente 10 partite con la nazionale maliana.

## Statistiche

### Presenze e reti nei club
Statistiche aggiornate al 10 novembre 2024.
| Stagione        | Squadra         | Campionato      | Campionato | Campionato | Coppe nazionali | Coppe nazionali | Coppe nazionali | Coppe continentali | Coppe continentali | Coppe continentali | Altre coppe | Altre coppe | Altre coppe | Totale | Totale |
| Stagione        | Squadra         | Comp            | Pres       | Reti       | Comp            | Pres            | Reti            | Comp               | Pres               | Reti               | Comp        | Pres        | Reti        | Pres   | Reti   |
| --------------- | --------------- | --------------- | ---------- | ---------- | --------------- | --------------- | --------------- | ------------------ | ------------------ | ------------------ | ----------- | ----------- | ----------- | ------ | ------ |
| 2010-2011       | Beauvais        | N1              | 2          | 0          | -               | -               | -               | -                  | -                  | -                  | -           | -           | -           | 2      | 0      |
| 2011-2012       | Beauvais        | N1              | 16         | 0          | -               | -               | -               | -                  | -                  | -                  | -           | -           | -           | 16     | 0      |
| Totale Beauvais | Totale Beauvais | Totale Beauvais | 18         | 0          |                 | -               | -               |                    | -                  | -                  |             | -           | -           | 18     | 0      |
| 2012-2013       | Nantes          | L2              | 26         | 1          | CF+CdL          | 3+0             | 0               | -                  | -                  | -                  | -           | -           | -           | 29     | 1      |
| 2013-2014       | Nantes          | L1              | 31         | 0          | CF+CdL          | 0+3             | 0               | -                  | -                  | -                  | -           | -           | -           | 34     | 0      |
| lug.-nov. 2014  | Nantes          | L1              | 1          | 0          | CF+CdL          | 0+1             | 0               | -                  | -                  | -                  | -           | -           | -           | 2      | 0      |
| nov. 2014-2015  | Brest           | L2              | 22         | 1          | CF+CdL          | 5+0             | 0               | -                  | -                  | -                  | -           | -           | -           | 27     | 1      |
| 2015-2016       | Nantes          | L1              | 23         | 0          | CF+CdL          | 3+1             | 0               | -                  | -                  | -                  | -           | -           | -           | 27     | 0      |
| Totale Nantes   | Totale Nantes   | Totale Nantes   | 81         | 1          |                 | 11              | 0               |                    | -                  | -                  |             | -           | -           | 92     | 1      |
| 2016-gen. 2017  | Standard Liegi  | D1              | 3          | 1          | CB              | -               | -               | -                  | -                  | -                  | -           | -           | -           | 3      | 1      |
| gen.-giu. 2017  | Auxerre         | L2              | 17         | 1          | CF+CdL          | 2+0             | 1               | -                  | -                  | -                  | -           | -           | -           | 19     | 2      |
| 2017-2018       | Auxerre         | L2              | 37         | 0          | CF+CdL          | 3+1             | 0               | -                  | -                  | -                  | -           | -           | -           | 41     | 0      |
| 2018-2019       | Auxerre         | L2              | 30         | 0          | CF+CdL          | 0+2             | 0               | -                  | -                  | -                  | -           | -           | -           | 32     | 0      |
| 2019-2020       | Auxerre         | L2              | 25         | 0          | CF+CdL          | 2+1             | 0               | -                  | -                  | -                  | -           | -           | -           | 28     | 0      |
| 2020-2021       | Auxerre         | L2              | 28         | 0          | CF              | 1               | 0               | -                  | -                  | -                  | -           | -           | -           | 29     | 0      |
| 2021-2022       | Auxerre         | L2              | 36+3       | 1          | CF              | 3               | 0               | -                  | -                  | -                  | -           | -           | -           | 42     | 1      |
| 2022-2023       | Auxerre         | L1              | 38         | 2          | CF              | 1               | 0               | -                  | -                  | -                  | -           | -           | -           | 39     | 2      |
| Totale Auxerre  | Totale Auxerre  | Totale Auxerre  | 211+3      | 4          |                 | 16              | 1               |                    | -                  | -                  |             | -           | -           | 230    | 5      |
| 2023-2024       | Al-Riyadh       | SPL             | 33         | 4          | KC              | 1               | 0               | -                  | -                  | -                  | -           | -           | -           | 34     | 4      |
| sett. 2024-2025 | Montpellier     | L1              | 7          | 0          | CF              | -               | -               | -                  | -                  | -                  | -           | -           | -           | 7      | 0      |
| Totale carriera | Totale carriera | Totale carriera | 378        | 11         |                 | 33              | 1               |                    | -                  | -                  |             | -           | -           | 411    | 12     |